# Amphisphaeriaceae
Amphisphaeriaceae is een familie van schimmels uit de orde Xylariales. Het typegeslacht is Amphisphaeria.

## Taxonomie
In 2007 bestond het uit de volgende genera: Amphisphaerella — Amphisphaeria — Arecophila — Blogiascospora — Broomella —
Cannonia — Capsulospora — Ceriophora — Ceriospora — Chitonospora — Clypeophysalospora — Discostroma — Distorimula — Dyrithiopsis — Dyrithium — Ellurema — Flagellosphaeria — Frondispora — Funiliomyces — Griphosphaerioma — Iodosphaeria —  Lepteutypa — Lindquistomyces — Manokwaria — Monochaetia — Monographella — Mukhakesa — Neobroomella — Neohypodiscus — Ommatomyces — Oxydothis — Paracainiella — Pemphidium — Pestalosphaeria — Reticulosphaeria — Urosporella — Urosporellopsis — Xylochora.
In 2020, bestond het uit vier genera:
- Amphisphaeria
- Griphosphaerioma
- Lepteutypa
- Trochilispora